# Le Prédicateur
Pour plus de détails, voir Fiche technique et Distribution.
Le Prédicateur (The Apostle) est un film américain réalisé par Robert Duvall et sorti en 1997.

## Synopsis
Sonny est un prédicateur pentecôtiste zélé qui traverse le pays pour évangéliser. Or, ce dernier, trop jaloux de l'amant de sa femme, commettra l'irréparable, ce qui le poussera à fuir et à ne plus donner signe de vie à ses proches, mais il bâtira une nouvelle église pour de nouveaux fidèles, en attendant que son destin s'accomplisse.

## Fiche technique
- Titre : Le Prédicateur
- Titre original : The Apostle
- Réalisation et scénario : Robert Duvall
- Musique : David Mansfield
- Photographie : Barry Markowitz
- Montage : Stephen Mack
- Production : Rob Carliner
- Société de production : Butcher's Run Films
- Société de distribution : United International Pictures (France)
- Pays de production :  États-Unis
- Genre : drame
- Durée : 134 minutes
- Dates de sortie : 
  - États-Unis : 9 octobre 1997
  - France : 3 juin 1998

## Distribution
- Robert Duvall : l'apôtre E. F.
- Farrah Fawcett : Jessie Dewey
- Billy Bob Thornton : le fauteur de troubles
- June Carter Cash : Mme. Dewey Sr.
- Walton Goggins : Sam
- Emery Hopkins : Virgil
- Todd Allen : Horace
- Rick Dial : Elmo
- Christina Stojanovich : Jessie Jr.
- Nicholas Stojanovich : Bobbie
- James Gammon : le frère Edwards (non crédité)

## Récompense
- Independent Spirit Award du meilleur film